# Salomon Rysiński
Salomon Rysiński herbu Ostoja, zwany też: Rysinius Sarmata, Pantherus, Leucorussus, (ur. około 1565 w Rysinie koło Połocka, zm. 13 listopada 1625 w Dolatyczach nad Niemnem) – starolitewski paremiolog, pisarz, poeta, tłumacz i filolog.

## Życiorys
Pochodził ze szlacheckiej rodziny zamieszkałej we wsi Rysin w Połockiem. Jako wychowawca młodych Buczyńskich przebywał w Niemczech. Studiował na uniwersytecie w Altdorf bei Nürnberg, gdzie wydał Epistolarum Salomonis Pantheri libros duos (1587) – listy do rodaków oraz postaci nieżyjących i fikcyjnych. Silnie związany z Radziwiłłami: najpierw wychowawca (dworzanin), a później doradca Krzysztofa, któremu towarzyszył podczas jego studiów zagranicznych, a także nauczyciel jego syna Janusza. Po powrocie do Polski przebywał najczęściej w Wilnie. Wyznawca i czynny działacz kalwiński. Nigdy nie założył rodziny. Zmarł 13 listopada roku 1625 w Dolatyczach nad Niemnem, w majątku swego przyjaciela, Daniela Naborowskiego. Pochowany został w pobliskim Lubczu. Był pierwszym człowiekiem, który określał się Białorusinem (łac. Leuсorussus), a swoją ojczyznę nazywał Białorusią (łac. Leucorossia).

## Twórczość
Jego głównym dziełem były Proverbiorum polonicorum... centuriae decem et octo (1618; tytuł polski: Przypowieści polskie) – pierwszy zbiór polskich przysłów, zawierający ich 1800, podający również zagraniczne odpowiedniki, wydawany po wielokroć. Twórca licznych panegiryków. Zgromadził dużą bibliotekę, szczególnie bogatą w literaturę religijną.

### Ważniejsze utwory

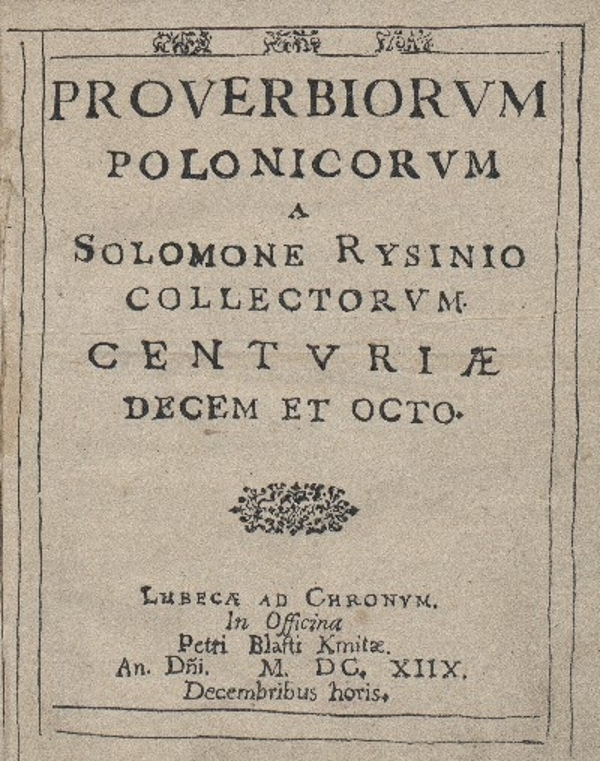
Strona tytułowa Proverbiorum Polonicorum wydanej po łacinie i po polsku w Lubczu w 1618 roku

- Monumenta... diversis personis... posita, Lubcz 1614 (według Estreichera), drukarnia P. Blastus Kmita; według G. Korbuta: Lubcz ok. 1625, (zbiór nagrobków, głównie dla Radziwiłłów)
- Rerum ab Christophoro Radivilio... gestarum... epitome, Lubcz 1614, drukarnia P. Blastus Kmita; unikat: Biblioteka Narodowa, sygn. XVII. 2. 569, (zawiera także nagrobki dla K. Radziwiłła)
- Proverbiorum polonicorum... centuriae decem et octo w wersji cyfrowej na DBC (1634), Lubcz 1618, drukarnia P. Blastus Kmita, wyd. następne (według Estreichera): pt. Przypowieści polskie, Kraków 1619 ; pt. Przypowieści polskie... teraz novo przydane i na wielu miejscach poprawione, Kraków 1620; (?); Lublin 1629; Kraków 1634 (według A. Kaweckiej-Gryczowej: Raków, drukarnia S. Sternecki); (według G. Korbuta: wyd. 2 przed 1625; wyd. 3 Lublin 1629; wyd. 4 rok 1634); wyd. lubelskie z 1629 przedr. K.W. Wójcicki Biblioteka starożytna pisarzy polskich, t. 2, Warszawa 1843; także wyd. 2 Warszawa 1854; wybór przysłów przedr. K. Bartoszewicz Księgi humoru polskiego, t. 1, Petersburg 1897, s. 305-308
- Ad epistolas L. Aennaei Senecae, philosophi stoici, notarum sive coniecturarum liber, Norymberga 1620, drukarnia J.F. Sartorius; unikat: Biblioteka Narodowa, sygn. XVII. 2. 569, (przedmowa dat. z Wilna 31 marca 1616)

### Przekłady
- Niektóre Psalmy Dawidowe, Lubcz 1614, drukarnia P. Blastus Kmita

### Listy i materiały
- Epistolarum Salomonis Pantheri libri duo, Altdorf 1587, (zbiór 70 listów); przekł. polski listu do Jana Petrycego z roku 1586: L. Joachimowicz, ogł. L. Szczucki, J. Tazbir Literatura ariańska w Polsce XVI wieku. Antologia, (Warszawa) 1959
- Listy do C. Ritterhusiusa i J. Posthiusa z lat 1597-1598; rękopis: Biblioteka Uniwersytetu w Getyndze
- Kilkadziesiąt listów, przeważnie do Krzysztofa II Radziwiłła; Archiwum Główne Akt Dawnych Warszawa, Archiwum Radziwiłłowskie, dz. V, teka 316, nr 13 601.
- zob. także: Monumenta Reformationis Polonicae et Lithuanicae seria I, zeszyt 1 (1913); wyd. 2 rok 1925, s. 160, 169

### Utwór o autorstwie niepewnym
- Stanu wdowiego, teskliwego pobożne zabawy i pociechy, z rękopisu Biblioteki Kórnickiej ogł. Z. Celichowski Roczniki Towarzystwa Przyjaciół Nauk Poznania, t. 18 (1891) i odb., (autorstwo Rysińskiego przypisał wydawca)